# Acalmani
Acalmani es una localidad del estado mexicano de Guerrero. Es parte del municipio de Ayutla de los Libres.

## Toponimia
El nombre «Acalmani» proviene de los términos en náhuatl: atl, agua; calli, casa; mani, estar. Su significado es «casa en el agua».

## Demografía
| Gráfica de evolución demográfica |
|                                  |

| Censo | Población |
| ----- | --------- |
| 1900  | 43        |
| 1910  | 70        |
| 1921  | 146       |
| 1930  | 67        |
| 1940  | 48        |
| 1950  | 94        |
| 1960  | 145       |
| 1970  | 254       |
| 1980  | 458       |
| 1990  | 582       |
| 2000  | 950       |
| 2010  | 940       |
| 2020  | 1 105     |